# Tergipes edwardsii
Tergipes edwardsii is een slakkensoort uit de familie van de knotsslakken (Tergipedidae). De wetenschappelijke naam van de soort werd in 1844 voor het eerst geldig gepubliceerd door Nordmann.